# Јевер
Јевер (њем. Jever) град је у њемачкој савезној држави Доња Саксонија. Једно је од 7 општинских средишта округа Фрисланд. Према процјени из 2010. у граду је живјело 13.863 становника. Посједује регионалну шифру (AGS) 3455007, NUTS (DE94A) и LOCODE (DE JEV) код.

## Географски и демографски подаци
Јевер се налази у савезној држави Доња Саксонија у округу Фрисланд. Град се налази на надморској висини од 9 метара. Површина општине износи 42,1 km². У самом граду је, према процјени из 2010. године, живјело 13.863 становника. Просјечна густина становништва износи 329 становника/km².

## Међународна сарадња
| Мјесто | Држава  | Врста сарадње | Од    |
| ------ | ------- | ------------- | ----- |
| Куљера | Шпанија | партнерство   | 2000. |
| Извор  |         |               |       |